# Alfred Coste-Floret
Pour les articles homonymes, voir Coste, Floret et Coste-Floret.
Alfred Coste-Floret, né le 9 avril 1911 à Montpellier (Hérault), et mort le 9 janvier 1990 à Paris 13e, est un homme politique français de tendance démocrate-chrétienne.

## Biographie
Il fait ses études de droit à la Faculté de Montpellier où il soutient, en 1935, une thèse intitulée La nature juridique du mariage ; ce qu’elle est dans le Code civil, ce qu’elle devrait être, appliquant méticuleusement au mariage la théorie de l'acte-condition développée par les professeurs Léon Duguit, Gaston Jèze et Roger Bonnard. En 1938, il enseigne à la faculté de droit de Strasbourg.
En 1940, l'Université de Strasbourg est délocalisée à Clermont-Ferrand. Coste-Floret y crée avec François de Menthon le mouvement Liberté à Annecy, qui rejoindra le mouvement Combat, dont Coste-Floret dirigera le service de renseignements. En 1942, il participe à la création des Mouvements unis de la Résistance.
Il est élu député MRP de la Haute-Garonne de novembre 1946 à 1958. Maire de Bagnères-de-Luchon de 1947 à 1971. Conseiller Général du canton de Bagnères-de-Luchon de 1949 à 1971 (démission).
Il a été membre de La Trêve de Dieu.
Il est le frère jumeau de Paul Coste-Floret, lui aussi homme politique. Il est inhumé auprès de son frère jumeau dans le caveau familial au cimetière Saint-Lazare de Montpellier. Son épouse est décédée en 1995.